# Sematophyllum homomallum
Sematophyllum homomallum là một loài Rêu trong họ Sematophyllaceae. Loài này được (Hampe) Broth. miêu tả khoa học đầu tiên năm 1925.